# Référendum néo-zélandais de 1997
Le référendum néo-zélandais de 1997 est un référendum ayant eu lieu le 26 septembre 1997. Il porte sur les régimes de retraites. La question exacte du référendum est : "Do you support the proposed compulsory retirement savings scheme?", qui pourrait être traduit en : Êtes-vous favorable au régime retraite proposée ? 

## Référendum
Le référendum a eu une participation de 80,3 % avec 1 988 650 de votes comptabilisés. 8,2 % des votants ont répondu oui à la question posée, soit 163,209 personnes, alors que 91,8 % ont répondu négativement, soit 1 820 403 personnes.